# Guastavino system

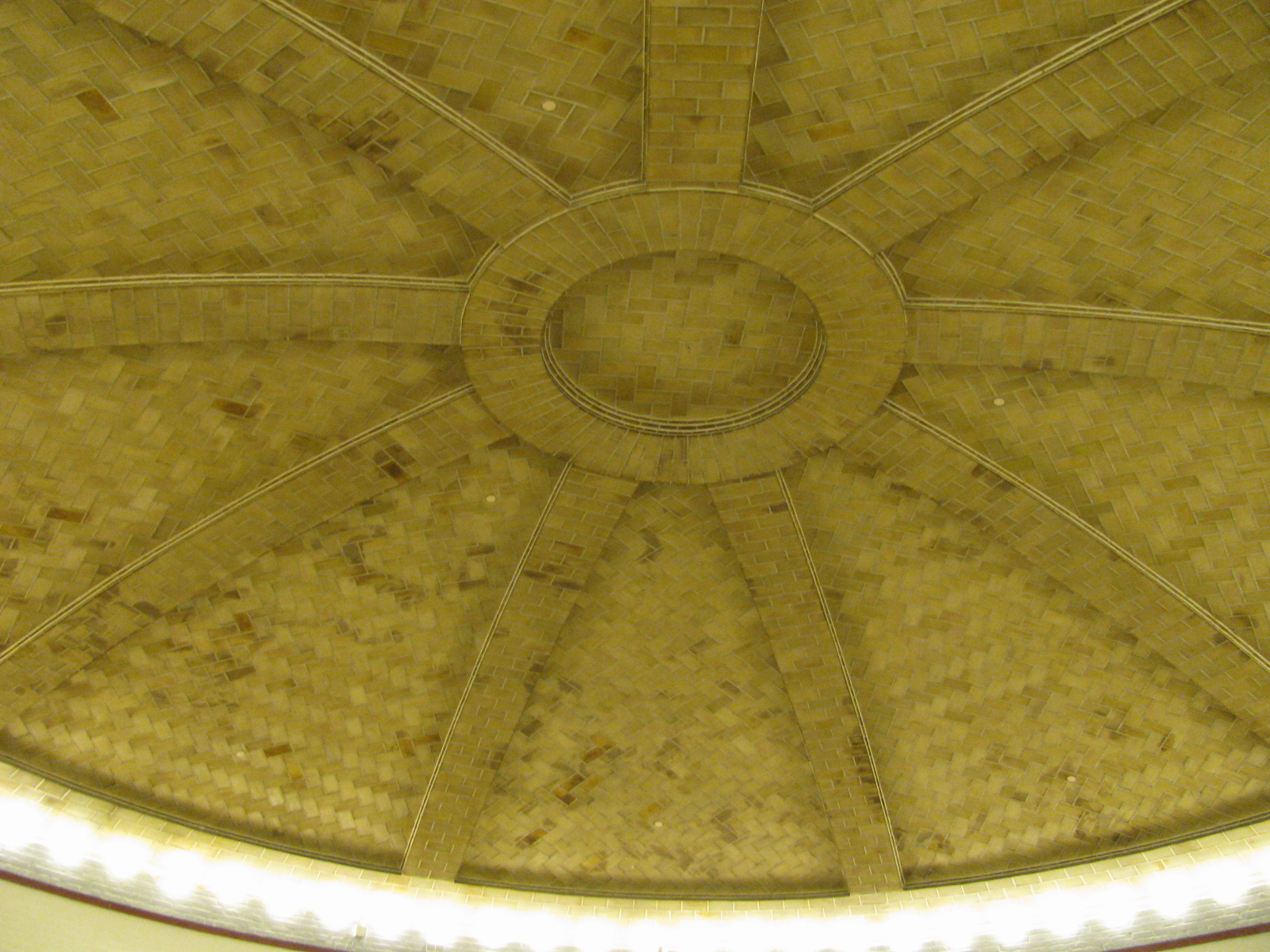
Detalle de cúpula tabicada en el Cannon House Office Building de Washington D. C. de Nueva York, construida con el Guastavino System.

Guastavino System es el nombre comercial genérico que recibieron en Estados Unidos los sistemas de construcción de bóvedas y cúpulas tabicadas que patentó el arquitecto valenciano Rafael Guastavino a partir del año 1885. 

## Descripción
Consistía en diversas patentes de construcción de arcos, bóvedas y cúpulas tabicadas que incorporaban, entre otras mejoras, el uso (en aquella época innovador) de cemento Portland y de refuerzos de acero, consiguiendo una gran cohesión estructural, resistencia a los incendios, y reducción de costes.
Además Guastavino estandarizó las medidas de sus ladrillos a 30 x 15 cm y un espesor de 2,5 cm.
Por lo general, los ladrillos se disponían en forma de espina de pescado, en tres capas sucesivas, la primera con yeso y las otras dos con cemento Portland. A diferencia de la construcción con piedra, más pesada, las bóvedas de Guastavino podían construirse sin cimbra. Cada ladrillo se extendía sobre el espacio abierto, confiando únicamente en los cementos de secado rápido desarrollados por la empresa. Este método de construcción no sólo permitía cubrir grandes espacios con rapidez y de forma relativamente económica, sino que también permitía la ejecución de cámaras acorazadas lo suficientemente fuertes como para soportar importantes cargas encima de ellas.

## Legado
Las bóvedas realizadas con el Guastavino System se encuentran en algunos de las edificios más importantes de Nueva York y de los Estados Unidos. 
La compañía de Guastavino tenía su fábrica de ladrillos en Woburn (Massachusetts), en un edificio de su propio diseño que aún se mantiene en pie. Los registros y dibujos de la Guastavino Fireproof Construction Company se conservan en la Universidad de Columbia. El Guastavino System es objeto de estudio en el MIT